# Maria Vlaar
Maria Vlaar (1964) is een Nederlands journalist, redacteur en schrijfster van korte verhalen.

## Persoonlijk
Maria Vlaar werd geboren in West-Friesland en ging in 1983 in Amsterdam Neerlandistiek studeren.
Vlaar was getrouwd met de schrijver Erik Menkveld, die in 2014 overleed.

## Werk
Vlaar is werkzaam als recensent en interviewer voor De Standaard en was redacteur bij De Bezige Bij en adjunct-directeur van het Nederlands Literair Productie- en Vertalingenfonds. In 2013 werd ze voorzitter van de Vereniging van Schrijvers en Vertalers, sinds 2017 de Auteursbond geheten.
In 2018 maakte ze haar literaire debuut met de verhalenbundel Diepe aarde, waarvoor ze in 2019 de J.M.A. Biesheuvelprijs kreeg.
Vlaar werd in 2016 door uitgeverij De Arbeiderspers en de erven Zwagerman aangesteld als biograaf van Joost Zwagerman.